# Димитър Чохаджиев
Димитър Георгиев Чохаджиев е български публицист, редактор на няколко вестника от края на XIX в.

## Биография
Димитър Чохаджиев е син на революционера и инженера Георги Чохаджиев. Преселва се в България в края на XIX в. и от 1898 година редактира вестник „XIX век“ в София заедно с Кирил Фитовски. В същата година редактира и вестниците „Автономия“, „Вардар“ и „Юнак“.